# 440 Theodora
A 440 Theodora (ideiglenes jelöléssel 1898 EC) a Naprendszer kisbolygóövében található aszteroida. Edwin Foster Coddington fedezte fel 1898. október 13-án.